# Peel River (vattendrag i Australien)
Peel River är ett vattendrag i Australien. Det ligger i delstaten New South Wales, i den sydöstra delen av landet, omkring 330 kilometer norr om delstatshuvudstaden Sydney.
Trakten runt Peel River består till största delen av jordbruksmark. Runt Peel River är det mycket glesbefolkat, med 2 invånare per kvadratkilometer. Genomsnittlig årsnederbörd är 881 millimeter. Den regnigaste månaden är februari, med i genomsnitt 138 mm nederbörd, och den torraste är oktober, med 23 mm nederbörd.